# Flamenco (pel·lícula)
Flamenco és una pel·lícula dirigida per Carlos Saura sobre l'art flamenc en 1995 amb el director de fotografia Vittorio Storaro.

## Argument
Flamenco és un documental que inclou actuacions d'alguns dels millors cantaires, ballarins i guitarristes. Carlos Saura vol portar la “Llum del Flamenc al món” amb aquesta pel·lícula.
A mesura que la sala s'omple d'intèrprets, un narrador diu que el flamenc provenia d'Andalusia, una barreja de salms grecs, dirges mossàrabs, balades castellanes, laments jueus, càntics gregorians, ritmes africans i melodies iranianes i romaneses. La pel·lícula presenta tretze ritmes de flamenc, cadascun amb cançó, guitarra i dansa: les buleries de ritme, una farruca creixent, un martinet angoixat i un fandango satíric de Huelva. Hi ha tangos, una taranta, alegries, seguiriyas, soleás, una guajira de dones patrícies, una petenera sobre la mort, villancicos i una rumba final. Les famílies presenten números, tant festius com ferotges. La càmera i els altres intèrprets són l'única audiència.

## Artistes
A la pel·lícula participen artistes com Farruco, El Chocolate, Paco de Lucía, Joaquín Cortés, La Paquera de Jerez, Fernando Terremoto, Enrique Morente, José Mercé, Manolo Sanlúcar, Manuel Moneo, Manuel Agujetas, José Menese, Tomatito, Moraito, Rafael Riqueni, Carmen Linares, etc .
Saura realitzà en 2010 una segona part: Flamenco, Flamenco.

## Premis i nominacions
Als X Premis Goya Vittorio Storaro fou nominat al Goya a la millor fotografia.